# جی‌جی ۳۶۸۵ای
جی‌جی ۳۶۸۵ای یک ستاره است که در صورت فلکی شیر قرار دارد.